# Alfonso Bonafede
Alfonso Bonafede (Mazara del Vallo, 2 luglio 1976) è un politico italiano.
Dal 24 maggio 2023 componente del Consiglio di presidenza della giustizia tributaria, è stato deputato alla Camera dal 15 marzo 2013 al 12 ottobre 2022 per il Movimento 5 Stelle, ricoprendo vari incarichi parlamentari, e Ministro della giustizia dal 1º giugno 2018 al 13 febbraio 2021 nei governi Conte I e II, realizzando leggi come la Spazzacorrotti e il codice Rosso.

## Biografia
Nato il 2 luglio 1976 a Mazara del Vallo, in provincia di Trapani, dov'è cresciuto, si trasferisce nel 1995 a Firenze, dove vive tutt'oggi e svolge la professione di avvocato civilista, per frequentare la facoltà di giurisprudenza dell'Università degli Studi di Firenze, dove si laurea con 105/110. Bonafede in quel periodo è anche assistente a titolo gratuito di Giuseppe Conte che allora aveva la cattedra di ordinario di Diritto privato. Nel 2006 consegue il dottorato di ricerca presso la facoltà di giurisprudenza dell'Università di Pisa.
Dal 2006 è avvocato presso il tribunale di Firenze.
Il 3 settembre 2021 presso la villa medicea di Monte Senario si è sposato con Valeria Pegazzano Ferrando con la quale ha aperto uno studio da avvocati a Milano oltre ad avere quello a Firenze.

## Attività politica

### Gli inizi nel M5S

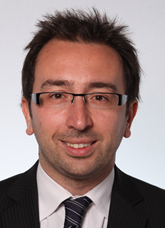
Alfonso Bonafede eletto alla Camera dei deputati nel 2013

Nel 2006 entra a far parte del gruppo degli "Amici di Beppe Grillo" del Meet-up di Firenze.
Alle elezioni amministrative del 2009 si è candidato come sindaco di Firenze per la lista "Lista Civica 5 Stelle", ma ottenendo l'1,8% dei voti. Pochi mesi dopo aderisce al Movimento 5 Stelle (M5S) di Beppe Grillo e Gianroberto Casaleggio.
In vista delle elezioni politiche del 2013, viene candidato alle cosiddette elezioni "Parlamentarie" del M5S (consultazione online per le candidature al Parlamento), risultando il più votato con 227 voti su un totale di 1.300 in tutta la Toscana. Candidato per le politiche del 2013 alla Camera dei deputati, tra le liste del Movimento 5 Stelle come capolista nella circoscrizione Toscana, viene eletto deputato alla Camera per il M5S.
Per tutta la XVII legislatura della Repubblica ricopre il ruolo di vicepresidente della 2ª Commissione Giustizia della Camera, oltre quello di uno dei 5 "giudici" membri effettivi del Collegio d'Appello interno alla Camera (Autodichia).
Appena eletto, scrive e deposita una proposta di legge che estende la possibilità di adire a un'azione collettiva e che viene approvata dalla Camera il 3 giugno 2015. Nel 2013, è primo firmatario della proposta di legge sul c.d. "divorzio breve", poi confluita nella legge approvata dal Parlamento nel 2015 (L. n. 55/2015).
Nel 2016, Luigi Di Maio, responsabile degli enti locali del M5S, crea il gruppo di coordinamento e supporto dei comuni governati dal partito, composto (oltre allo stesso Di Maio) da Bonafede, Riccardo Fraccaro e Giancarlo Cancelleri (sud e Sicilia). Da dicembre 2016, Alfonso Bonafede e Riccardo Fraccaro si occupano anche di dare supporto al Comune di Roma.
Alle politiche del 2018 è candidato alla Camera nel collegio uninominale Toscana - 01 venendo superato dal candidato di centro-sinistra Gabriele Toccafondi e da quello di centro-destra Giorgianni. Viene eletto nel collegio plurinominale Toscana - 03.
È lui che presenta Giuseppe Conte ai vertici del Movimento 5 stelle come possibile Ministro della pubblica amministrazione, dopo averlo conosciuto durante il periodo dell’Università a Firenze. È Bonafede, inoltre, a curare la parte relativa alla Giustizia del programma di governo del M5s.

### Ministro della giustizia
Con la formazione del Governo Conte I è nominato ministro della Giustizia, incarico che ricopre anche nel Governo Conte II.
Dopo le dimissioni di Luigi Di Maio come capo politico e capo delegazione del Movimento 5 stelle, il 28 gennaio 2020 viene eletto, per acclamazione dai ministri, viceministri e sottosegretari M5S, come nuovo capodelegazione del Movimento 5 Stelle al governo, rappresentadolo quando partecipa ai vertici insieme al presidente del Consiglio e ai rappresentanti delle altre forze politiche che compongono la maggioranza.

#### Attività di Governo
- Legge Spazzacorrotti

Durante il mandato ministeriale, come primo provvedimento si occupa di scrivere la legge di riforma per il contrasto alla corruzione, la cosiddetta Legge Spazzacorrotti. Il provvedimento, che reca modifiche in tema di inasprimento delle pene, di potenziamento dei mezzi d’indagine (intercettazioni, captatori informatici e agente sotto copertura), di misure interdittive per i condannati (c.d. Daspo, ovvero l'incapacità a vita di contrattare con la pubblica amministrazione) e di incentivi alla collaborazione con l'autorità giudiziaria, viene approvato in via definitiva dal Parlamento il 18 dicembre 2018.
La legge reca anche la modifica della disciplina della prescrizione, introducendo la sospensione dopo la sentenza di primo grado. Tale norma è entrata definitivamente in vigore il primo gennaio 2020.
- Codice Rosso (legge)

Nei primi mesi dall'insediamento si dedica, inoltre, alla stesura, insieme al ministro della Pubblica Amministrazione, Giulia Bongiorno, del disegno di legge Codice Rosso per il contrasto alla violenza sulle donne e sui minori.
Il testo, a prima firma Bonafede, viene approvato dalla Camera, il 3 aprile 2019, con 380 voti a favore, nessun contrario e 92 astensioni. Il testo viene approvato definitivamente dal Senato il 17 luglio 2019 con 197 voti a favore, 47 astensioni e nessun voto contrario. Il provvedimento entra in vigore il 9 agosto.
Lavora, infine, alla scrittura dei testi di riforma dei riti processuali penale e civile. Il Consiglio dei ministri, nella riunione del 5 dicembre 2019 ha approvato un disegno di legge di delega al Governo per l’efficienza del processo civile e per la revisione della disciplina degli strumenti di risoluzione alternativa delle controversie presentato dal Guardasigilli Bonafede.
Il 13 febbraio del 2020 il Consiglio dei Ministri ha dato il via libera al disegno di legge delega sulla riforma del processo penale (Deleghe al Governo per l’efficienza del processo penale e disposizioni per la celere definizione dei procedimenti giudiziari pendenti presso le Corti d’appello) presentato da Bonafede per eliminare i tempi morti nel processo e dare una risposta più veloce alla domanda di giustizia dei cittadini. Nel testo trova posto anche il c.d. lodo Conte bis che modifica la riforma, introdotta con la legge anticorruzione, della prescrizione, che sostanzialmente reca una disciplina differente tra assolti e condannati. (articolo 14 che incide sull'articolo 159 del codice penale, come risultante dalle modifiche apportate con l'articolo 1 della legge 9 gennaio 2019, n. 3).
Il 27 febbraio 2020, la Camera dei Deputati, con 246 sì e 169 contrari, approva in via definitiva il Decreto-Legge in materia di intercettazioni "Modifiche urgenti alla disciplina delle intercettazioni di conversazioni o comunicazioni. Il provvedimento ha convertito in legge il Decreto-legge n. 161/2019, che modificava sostanzialmente la riforma “Orlando”, così come voluto dal Guardasigilli Bonafede secondo cui "la riforma approvata potenzia le intercettazioni come strumento di indagine ma nel contempo garantisce una difesa solida della privacy".
Nel Decreto fiscale 2020 viene approvato, inoltre, l’inasprimento del carcere per i grandi evasori: misure per rendere più severe le pene per i reati di omessa e fraudolenta dichiarazione, l’abbassamento della soglia evasa che scattare la punibilità e la confisca sproporzione dei beni, come avviene per i reati di matrice mafiosa.
In materia di giustizia, durante il suo mandato ministeriale vengono, inoltre, approvate la legge che estende la possibilità di intraprendere azioni legali collettive (class action) - Disposizioni in materia di azione di classe, prima firmataria la deputata Angela Salafia - e quella che prevede l'inapplicabilità del giudizio abbreviato ai delitti puniti con la pena dell'ergastolo (Legge 12 aprile 2019, n. 33, Inapplicabilita' del giudizio abbreviato ai delitti puniti con la pena dell'ergastolo, primo firmatario deputato Nicola Molteni).
Tra le leggi d’iniziativa parlamentare approvate durante il suo incarico ministeriale, anche quella riguardante la legittima difesa (Legge n. 36/19 del 26 aprile 2019, GU n. 102 del 3 maggio 2019, "Modifiche al codice penale e altre disposizioni in materia di legittima difesa”, primo firmatario deputato Nicola Molteni). In tema di contrasto alla criminalità organizzata, è stata approvata dal Parlamento la legge n. 43 del 21 maggio 2019, che interviene sul delitto di voto di scambio politico-mafioso (Modifica all'articolo 416-ter del codice penale in materia di voto di scambio politico-mafioso, primo firmatario il senatore Mario Giarrusso).
Nel febbraio del 2020 è stato, inoltre, approvato dal Consiglio dei ministri il disegno di legge, proposto dal Ministro della giustizia Alfonso Bonafede, e dal Ministro delle Politiche agricole alimentari e forestali, Teresa Bellanova, che riforma i reati in materia agroalimentare, largamente ispirato al testo elaborato dall’Osservatorio Agromafie guidato dall’ex magistrato Gian Carlo Caselli.
La cd. Class action o azione collettiva civile per la tutela dei consumatori, pur riformata dal Ministro Bonafede, non ha ancora trovato largo utilizzo in Italia (memore del fatto che quella del dieselgate - iniziata a Venezia nel 2017 - è ancora ferma alla prima udienza).
Il 20 maggio 2020, in Senato, vengono bocciate due mozioni di sfiducia nei suoi confronti: una presentata da Lega, Fratelli d'Italia e Forza Italia e una presentata dalla senatrice Emma Bonino.

### Fuori dal Parlamento
Alle elezioni politiche anticipate del 2022 non si è ricandidato al Parlamento, per via del vincolo dei due mandati che vige nel partito. Il 28 aprile 2023 viene designato come componente laico del Consiglio di presidenza della giustizia tributaria, grazie a un accordo con i partiti di centro-destra.

## Controversie

### Caso Cesare Battisti
A gennaio 2019 la Camera penale di Roma ha presentato un esposto alla Procura di Roma, al Garante dei detenuti e a quello della Privacy, riguardo al video pubblicato sui social network da Bonafede, in qualità di ministro della giustizia, in occasione dell'arresto dell'ex terrorista Cesare Battisti. Il video, realizzato da Bonafede, suscitò numerosi commenti negativi. Per il sindacato dei penalisti romani, l'iniziativa violerebbe l'articolo 114 del codice di procedura che vieta la "pubblicazione dell'immagine di persona privata della libertà personale ripresa mentre la stessa si trova sottoposta all'uso di manette ai polsi ovvero ad altro mezzo di coercizione fisica" e l'art 42 bis dell'ordinamento penitenziario che prevede che "nelle traduzioni sono adottate le opportune cautele per proteggere i soggetti tradotti dalla curiosità del pubblico e da ogni specie di pubblicità". Per questa vicenda nel febbraio 2019 viene indagato per abuso d'ufficio, insieme al Ministro dell'interno Matteo Salvini, in ragione della mancata tutela della dignità della persona arrestata. La procura di Roma ha tuttavia chiesto l'archiviazione del procedimento per la mancanza dei requisiti del dolo e del vantaggio patrimoniale.

### Il capo del gabinetto del Ministro e le nomine in magistratura
Dall'inchiesta giudiziaria relativa alle nomine nella Giustizia su Luca Palamara, sono emersi frequenti contatti tra Palamara e Fulvio Baldi, capo di gabinetto del Ministro della Giustizia. Il 14 maggio 2020 Baldi si è dimesso dal suo ruolo.

### Caso Basentini - Di Matteo
Il 27 giugno 2018 viene nominato, dal Consiglio dei Ministri su proposta di Bonafede, il magistrato Francesco Basentini a capo del Dipartimento dell'amministrazione penitenziaria. Basentini si dimette dal suo ruolo il 30 aprile 2020 in seguito alle "scarcerazioni facili" per il Covid-19. In seguito alle dimissioni di Basentini emerge che nella nomina del capo del DAP, Basentini era stato preferito al magistrato antimafia Nino Di Matteo.
Secondo fonti giornalistiche, sulla nomina di Basentini al DAP avrebbe influito la conoscenza con Leonardo Pucci, vice-capo del gabinetto del Ministro della Giustizia, e amico dai tempi dell'università di Bonafede. Pucci e Basentini si erano conosciuti alla Procura di Potenza nel 2014, dove lavoravano entrambi. Inoltre, Fulvio Baldi, capo di gabinetto del Ministero, Leonardo Pucci e Francesco Basentini sono tutti appartenenti o riconducibili alla corrente moderata, che allora era di maggioranza nel CSM, Unità per la Costituzione. Ad Unicost apparteneva anche Luca Palamara.
Bonafede ha dichiarato di aver scelto Basentini per il DAP in base al suo curriculum, e di aver proposto a Di Matteo la direzione degli Affari penali in quanto aveva in mente una "riorganizzazione del Ministero", che avrebbe permesso a Di Matteo di lavorare in un ruolo molto importante. Di Matteo rifiutò la nomina agli Affari penali in quanto nel DAP avrebbe potuto continuare con maggiore efficacia la sua lotta contro la mafia, perché, come ha spiegato in audizione nella Commissione parlamentare antimafia del 18 giugno, nella sua esperienza di magistrato aveva avuto modo di rendersi conto di quanto fosse importante la gestione delle carceri, del 41 bis e dell'alta sicurezza, per la lotta alla mafia. Bonafede ha espresso, sia privatamente che pubblicamente, il proprio rammarico per il rifiuto di Di Matteo. Il caso rimane controverso.